# クスリのサンロード

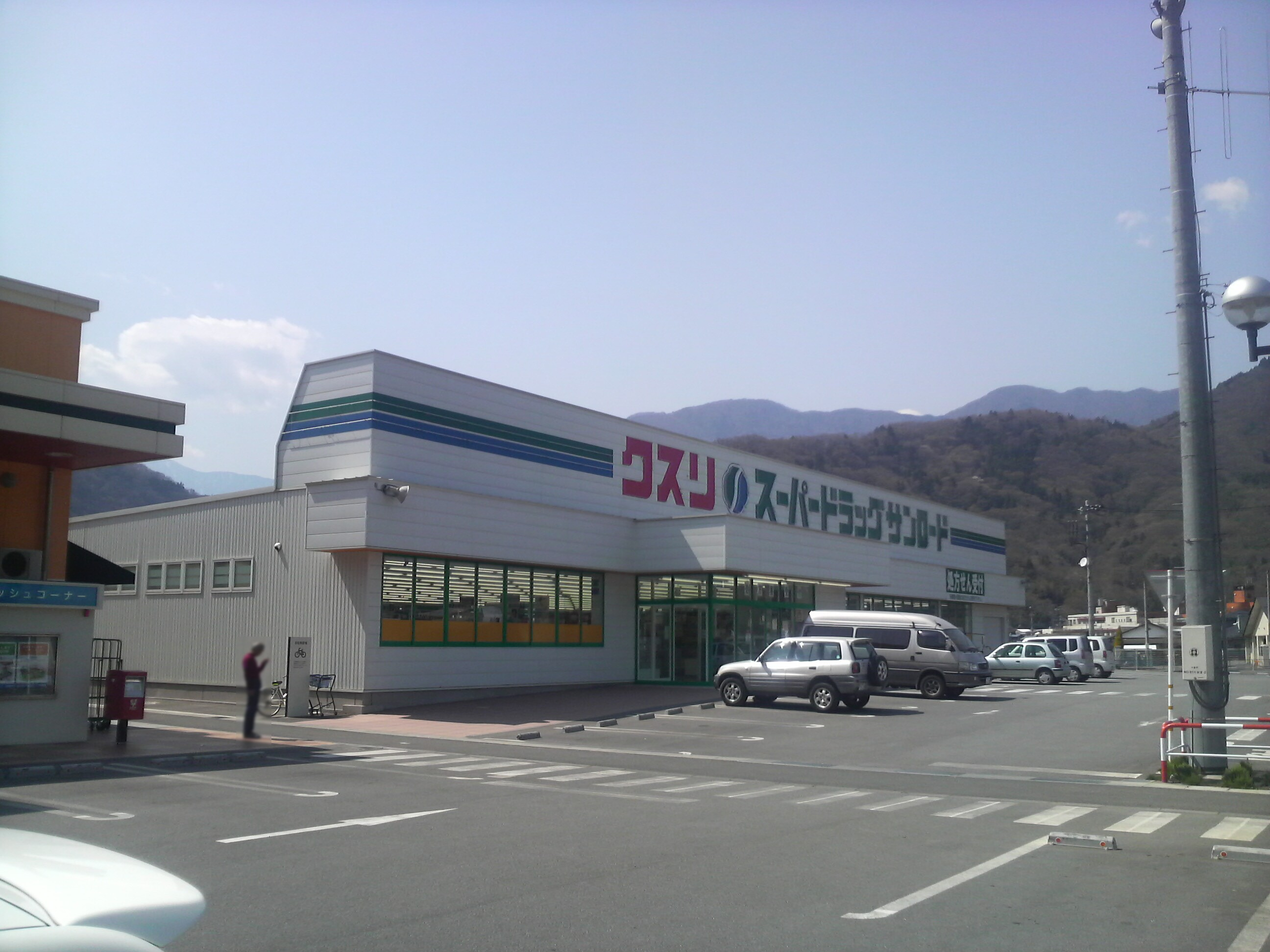
クスリのサンロード フレスポみのぶ店
2008年4月6日撮影

株式会社クスリのサンロードは、山梨県甲府市に本部を置くドラッグストアチェーンである。

## 概要
山梨県では圧倒的なシェアを持つほか、隣の長野県にも多くの店舗を置いている。また独自の情報センターや物流センター・ポイントカードシステムを設置しており、県内のライバル会社であったイタヤマメディコ（現・マツモトキヨシ甲信越販売）のようなグループに属することもなく現在も単独経営を行なっている。
店舗形態は調剤とドラッグストア併用、ドラッグストアのみ、調剤のみの3種類がある。バローのプライベートブランド商品の一部食品も取り扱っている。医療品事業以外では2016年以降、食堂や温泉事業にも参入している。
Jリーグ（明治安田生命J2リーグ）に所属するヴァンフォーレ甲府のユニフォームスポンサー（袖）である。

## 沿革
- 1974年（昭和49年） - 創業。
- 1985年（昭和60年） - チェーン店第一号店（富士見店）を開店 。
- 1992年（平成4年） - 長野県第一号店（岡谷店）を開店。
- 1994年（平成6年） - 本部を美咲から後屋町（現在地）へ移転。
- 2016年（平成28年）9月 - タニタ食堂認定店「ヘルシーレストランパセリ」開業。
- 2018年（平成30年）12月 - 経済産業省より「地域未来牽引企業」に認定。
- 2019年（令和元年）5月 -天然温泉「ヘルシースパサンロード」 開業。

## その他
- 2003年（平成15年）8月、都留労働基準監督署は残業賃金を払わなかったとして労働基準法違反で会社と社長を書類送検している。各店舗から本社に届くタイムカードとは別に勤務時間を短く記したカードを本社で作り、これに基づいて賃金を計算する手口で社長は「創業以来、払う気がなかった」と労基署に話していたと報じられている。なお、2003年6月以降は残業賃金を支払っており、2003年5月以前の未払い分も支払うと述べている。[1]